# Скот Карсън
Скот Пол Карсън (на английски: Scott Paul Carson) е английски професионален футболист, който играе на поста вратар.